# Wallfahrtskirche Maria Schmolln
Wallfahrtskirche Maria Schmolln este o arie protejată (arie specială de conservare — SAC, sit de importanță comunitară — SCI) din Austria întinsă pe o suprafață de 0,12 ha, integral pe uscat.

## Localizare
Centrul sitului Wallfahrtskirche Maria Schmolln este situat la coordonatele 48°08′20″N 13°13′01″E / 48.139°N 13.217°E.

## Înființare
Situl Wallfahrtskirche Maria Schmolln a fost declarat sit de importanță comunitară în noiembrie 2018 pentru a proteja 1 specie de animale. Situl a fost protejat și ca arie specială de conservare în octombrie 2021.

## Biodiversitate
Situată în ecoregiunea continentală, aria protejată nu include niciun habitat protejat.
La baza desemnării sitului se află o specie protejată de  mamifere: liliac comun (Myotis myotis).